# Святая Иоанна (фильм, 1957)
«Святая Иоанна» — англо-американский кинофильм 1957 года в жанре историко-философской драмы, поставленный по одноимённой пьесе Бернарда Шоу. Как и пьеса, фильм посвящён жизни Жанны д’Арк. Сценарист: Грэм Грин, режиссёр: Отто Премингер.
По сравнению с пьесой сценарий фильма значительно переработан. Сценарий начинается с последней сцены пьесы (дух погибшей Жанны является королю), затем действие сменяется воспоминаниями Жанны, но в финале фильма возвращается к ключевой начальной сцене.
Фильм стал кинодебютом американской актрисы Джин Сиберг, которую Премингер отобрал в ходе проб на роль Жанны (как сообщали СМИ, в пробах участвовали более 18 000 молодых актрис).

## Сюжет
Франция, 1456 год. Изгнание английской армии из Франции, победоносно начатое Жанной д’Арк (Джин Сиберг) в 1429 году, практически завершено. Короля Карла VII (Ричард Уидмарк) во сне видит Жанну, сожжённую на костре «за ересь и колдовство» двадцать пять лет назад, и сообщает, что её дело было пересмотрено, приговор отменён и она полностью оправдана.
Король вспоминает, как Жанна вошла в его жизнь. Простая семнадцатилетняя крестьянка услышала голоса святых Екатерины и Маргариты, которые возвестили, что она призвана возглавить французскую армию против англичан, снять осаду Орлеана, прогнать англичан и короновать дофина Карла в Реймском соборе. Когда Жанна прибыла во дворец дофина в Шиноне, она обнаружила, что принц Карл — слабовольный юноша, потерявший веру в свои силы и не способный успешно отразить английское нашествие. Жанна заражает дофина своей верой и пылом, и он вручает ей командование армией.
После серии триумфальных побед Жанна добивается коронации Карла, но её враги и завистники множатся. Карл, больше не нуждающийся в её помощи, предпочёл бы, чтобы непокорная воительница вернулась на ферму отца. Вместо этого Жанна требует идти на оккупированный Париж и отбить его у англичан. Придворные отвергают этот план, а архиепископ угрожает Жанне церковным осуждением.
Жанна продолжает сражения, но в одной из стычек захвачена в плен бургундцами и передана англичанам, которые организуют суд над ней как еретичкой. Девушка проводит четыре месяца в камере, и её часто посещает инквизитор (Феликс Эйлмер).
Жанна неизменно придерживается своей веры, отказываясь отрицать, что церковь мудрее её или её «голосов». Однако в момент отчаяния, когда она узнаёт, что должна быть сожжена на костре, обессилев от постоянных угроз и давления со стороны Инквизитора, Жанна подписывает «отречение», в котором признаётся, что выдумала «небесные голоса» и раскаивается. Она полагает, что её отпустят к прежней крестьянской жизни. Когда она узнаёт, что приговорена к пожизненному одиночному заключению, Жанна разрывает документ. Теперь она верит, что Бог хочет, чтобы она пришла к нему через испытание страшной казни.
Жанну отлучают от церкви как «повторно впавшую в ересь», и английский командир приказывает своим солдатам тащить её на площадь и там сжечь. Инквизитор предпочитает отвернуться и не препятствовать казни. Многие свидетели смерти Жанна поражены её мужеством и раскаиваются в соделанном.
Действие вновь возвращается к виде́нию короля. Последние слова Жанны завершают фильм и составляют его главную мораль: «О Боже, ты создал эту прекрасную землю, но когда же станет она достойна принять твоих святых? Доколе, о Господи, доколе?»

## В главных ролях
| Актёр            | Персонаж фильма                  |
| ---------------- | -------------------------------- |
| Джин Сиберг      | Жанна д’Арк                      |
| Ричард Уидмарк   | Дофин, позже король Карл VII     |
| Ричард Тодд      | Жан де Дюнуа, бастард Орлеанский |
| Дэвид Оксли      | Жиль де Рэ («Синяя борода»)      |
| Патрик Барр      | Капитан Ла Гир                   |
| Антон Уолбрук    | Пьер Кошон, епископ города Бове  |
| Джон Гилгуд      | Ричард де Бошан, 13-й граф Уорик |
| Феликс Эйлмер    | Инквизитор                       |
| Арчи Дункан      | Робер де Бодрикур                |
| Гарри Эндрюс     | Джон де Стогамбер                |
| Фрэнсис де Вольф | Жорж де ла Тремуй                |
| Финли Карри      | Архиепископ Реймский             |
| Бернард Майлс    | Палач                            |